# Spargania augustaria
Spargania augustaria là một loài bướm đêm trong họ Geometridae.